# CIRCUIT of RAINBOW
『CIRCUIT of RAINBOW』（サーキット・オブ・レインボー）は、日本の歌手杏里の13枚目のオリジナル・アルバムである。発売元はフォーライフ・レコード。発売日は1989年（平成元年）5月27日で、オリコンの6月5日付のチャートでランクインしている。

## 概要
杏里にとって平成初のオリジナル・アルバム。
6thアルバム『Timely!!』以来となるオリコン1位を獲得した。集計上初めて、LP未発売でオリコン1位を獲得したアルバム。収録曲は全て新曲である。
アルバムタイトル曲であるM-2「CIRCUIT of RAINBOW」は、昭和シェル石油 ″Xカード″ CMソングに採用された。M-8「Groove A・Go・Go」はフジテレビ系ドラマ「ハートに火をつけて!」の主題歌として使用され、この曲で杏里は第40回NHK紅白歌合戦に2度目の出演を果たした。
本作は第31回日本レコード大賞・アルバム大賞を受賞した。

## 収録曲

### CD
| 全作詞: 吉元由美、全作曲: ANRI (M-1, M-7以外)、M-1, M-7: 小倉泰治、全編曲: 小倉泰治。 |                                          |          |                                         |      |
| #                                                                                     | タイトル                                 | 作詞     | 作曲・編曲                              | 時間 |
| 1.                                                                                    | 「THE BREAK OF DAWN」(INSTRUMENTAL TUNE) | 吉元由美 | ANRI (M-1, M-7以外)、M-1, M-7: 小倉泰治 | 0:53 |
| 2.                                                                                    | 「CIRCUIT of RAINBOW」                   | 吉元由美 | ANRI (M-1, M-7以外)、M-1, M-7: 小倉泰治 | 4:48 |
| 3.                                                                                    | 「Asian Girl」                           | 吉元由美 | ANRI (M-1, M-7以外)、M-1, M-7: 小倉泰治 | 5:28 |
| 4.                                                                                    | 「Shoo-be Doo-be My Boy」                | 吉元由美 | ANRI (M-1, M-7以外)、M-1, M-7: 小倉泰治 | 6:37 |
| 5.                                                                                    | 「失恋ゲームが終るまで」                 | 吉元由美 | ANRI (M-1, M-7以外)、M-1, M-7: 小倉泰治 | 4:31 |
| 6.                                                                                    | 「WHO KNOWS MY LONELINESS?」             | 吉元由美 | ANRI (M-1, M-7以外)、M-1, M-7: 小倉泰治 | 6:41 |
| 7.                                                                                    | 「Havana Beans」(DANCIN' TUNE)           | 吉元由美 | ANRI (M-1, M-7以外)、M-1, M-7: 小倉泰治 | 1:50 |
| 8.                                                                                    | 「Groove A・Go・Go」                     | 吉元由美 | ANRI (M-1, M-7以外)、M-1, M-7: 小倉泰治 | 5:35 |
| 9.                                                                                    | 「P.S.言葉にならない」                   | 吉元由美 | ANRI (M-1, M-7以外)、M-1, M-7: 小倉泰治 | 5:00 |
| 10.                                                                                   | 「MISS YOU, MISS ME」                    | 吉元由美 | ANRI (M-1, M-7以外)、M-1, M-7: 小倉泰治 | 4:14 |
| 11.                                                                                   | 「センチメンタルを捨てた人」             | 吉元由美 | ANRI (M-1, M-7以外)、M-1, M-7: 小倉泰治 | 5:32 |
| 12.                                                                                   | 「LOVERS ON VENUS」                      | 吉元由美 | ANRI (M-1, M-7以外)、M-1, M-7: 小倉泰治 | 5:15 |

## リリース履歴
| # | 発売日        | リリース               | 規格 | 品番      | 備考                                                         |
| - | ------------- | ---------------------- | ---- | --------- | ------------------------------------------------------------ |
| 1 | 1989年5月27日 | フォーライフ・レコード | CD   | FLC-4005  | 24K GOLD CD盤も存在 （先述の日本レコード大賞受賞記念に伴う） |
| 1 | 1989年5月27日 | フォーライフ・レコード | CT   | FLT-4005  |                                                              |
| 2 | 1996年3月21日 | フォーライフ・レコード | CD   | FLCF-3623 | 品番及び価格改定。                                           |